# 長尾忠景
長尾忠景（生年不詳—1501年8月5日）是日本戰國時代的武將。總社長尾家第5代當主。父親是長尾景仲。

## 生平
生年不詳，家中次男。文明5年（1473年），在哥哥景信死後，被對白井長尾家的力量有所恐懼的上杉顯定任命為家宰，令景信的兒子景春不滿並發起叛亂（長尾景春之亂）（本來總社長尾氏和白井長尾氏是同格，應從兩家中選出年長者就任家宰，如此，雖然身為擔任家宰的忠政的養嗣子，忠景應不能就任家宰，而景春則是景信的嫡男，卻沒能就任家宰）。作為顯定方的武將，為了鎮壓姪兒景春的叛亂而轉戰，在五十子之戰中敗北並逃往上野國等，陷入苦戰。
在反亂終結後，長享之亂隨即爆發，主家山内上杉家與扇谷上杉家變為對立關係，在忠景的本據地上野，長野氏等上州一揆的國人勢力抬頭，直至晩年亦持續不斷戰鬥。在文龜元年閏6月29日（1501年8月5日）死去。重建了鎌倉的雲頂庵。

## 家系
在系譜上記載，是長尾景棟或其弟良濟的養子，而在『長林寺本長尾系圖』中，忠景被記載為「芳傳名代」。文明5年（1473年）至文明8年（1476年）期間，有忠景關於在所領徵收地子的糾紛的書狀，並記述從「芳傳」繼承所領經過三十年（『雲頂庵文書』所收「長尾忠景書狀」）。芳傳是景棟、良濟的父親兼山內上杉家的家宰長尾忠政的法號，從系圖中顯示，忠景繼承芳傳（忠政）的名代（家督），從書狀的內容顯示是寶德2年（1450年），忠景在忠政生前的文安年間（1444年—1448年）已經繼承總社長尾家。由此可見，實子2人都早死而失去後繼者的忠政迎忠景為養子。此後，擔仕養父在此前擔仕的武藏國守護代等山內上杉家要職。另一方面，在實家白井長尾家中，父親景仲就任山內上杉家的家宰，在景仲之後，由哥哥景信擔任家宰。

## 外部連結
- 武家家伝＿総社長尾氏 （页面存档备份，存于）